# コントラポスト

ポリュクレイトスの『ドリュポーロス（槍を持つ人）』の複製。古典的なコントラポストの初期の例。もともとのブロンズ像は失われた。

コントラポスト（contrapposto）とは、体重の大部分を片脚にかけて立っている人を描いた視覚芸術を指す用語で、もともとはイタリア語である。片脚に体重をかけているため、肩や腕が尻や脚の軸からずれているのが特徴である。このためより動的な見た目になったり、逆にゆったりした見た目になる。脚を休ませている状態から歩こう・走ろうとする状態への変化を描くことで、緊張を表すこともできる。コントラポストをさらに強調して曲がりくねらせたものをS字曲線という。
コントラポストは西洋の古典彫刻の勃興期から使われてきた。古代ギリシアの彫刻家ポリュクレイトス（紀元前4世紀）の『カノン』によれば、コントラポストは彼の彫刻作品の最重要な特徴の1つであり、彼の後継者リュシッポスやスコパスらにとっても同様だった。ポリュクレイトス派の彫像としてはディスコポーロス（円盤を持つ人）やドリュポーロス（槍を持つ人）があり、神のごとく理想化された運動競技選手の若者を描き、コントラポストのポーズを捉えている。これらの作品では、それ以前のアルカイク時代のクーロスと呼ばれる立像とは異なり、骨盤が体の軸に対して垂直ではない。その過渡期にあるのが紀元前480年ごろのクリティオスの少年像である。
コントラポストは古代ローマでも踏襲され、ヘルメースとヘーラクレースの像に見られる。代表作としてプラクシテレスの『幼いディオニューソスを抱くヘルメース』像がオリンピアにある。ポリュクレイトスのアマゾーン像をローマ人が複製したものもコントラポストになっている。
古典期のコントラポストはルネサンス期にイタリアの芸術家ドナテッロとレオナルド・ダ・ヴィンチによって復活し、ミケランジェロやラファエロや盛期ルネサンスの他の芸術家がそれに追従した。イタリア・ルネサンスの最大の成果の1つはコントラポストを再発見したことだと言われているが、マニエリスムにおいてはコントラポストが多用されすぎた感がある。
西洋の彫刻におけるコントラポストは、人体によって心理状態を表現するという最初の技法であり、彫刻の発展において非常に重要である。クリティオスの少年像の均整の取れた調和したポーズは、落ち着いてリラックスした気持ちを表しており、その像が表している理想的男性の気質の均一さを表している。これ以降、ギリシアの彫刻家は人体をつかって人間のあらゆる経験を表現しようとし、ヘレニズム期のラオコーン像（紀元1世紀）の必死の苦悶と哀感において最高点に達した。

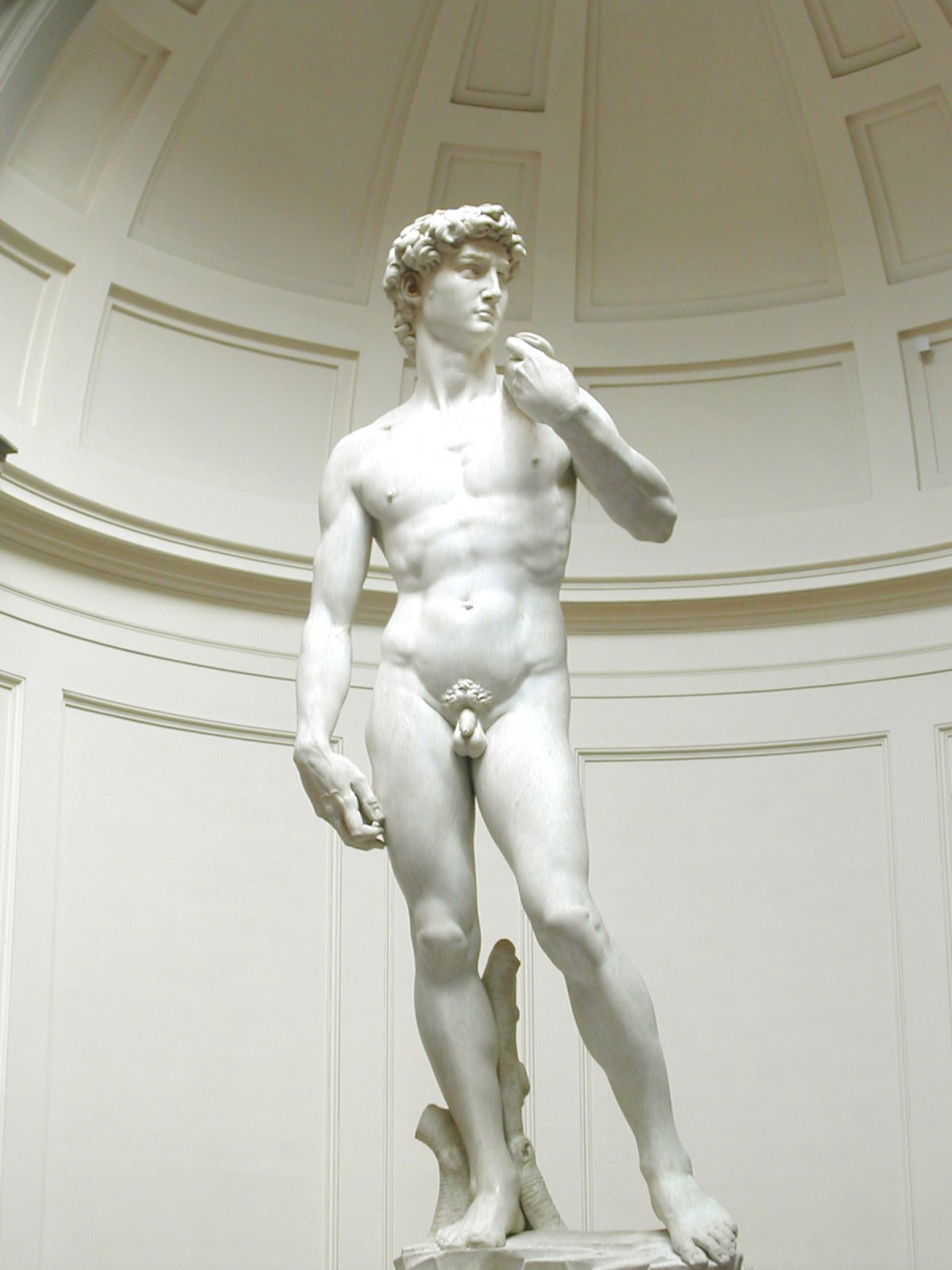
ミケランジェロの『ダビデ像』。肩の傾きと骨盤の傾きが異なっている。
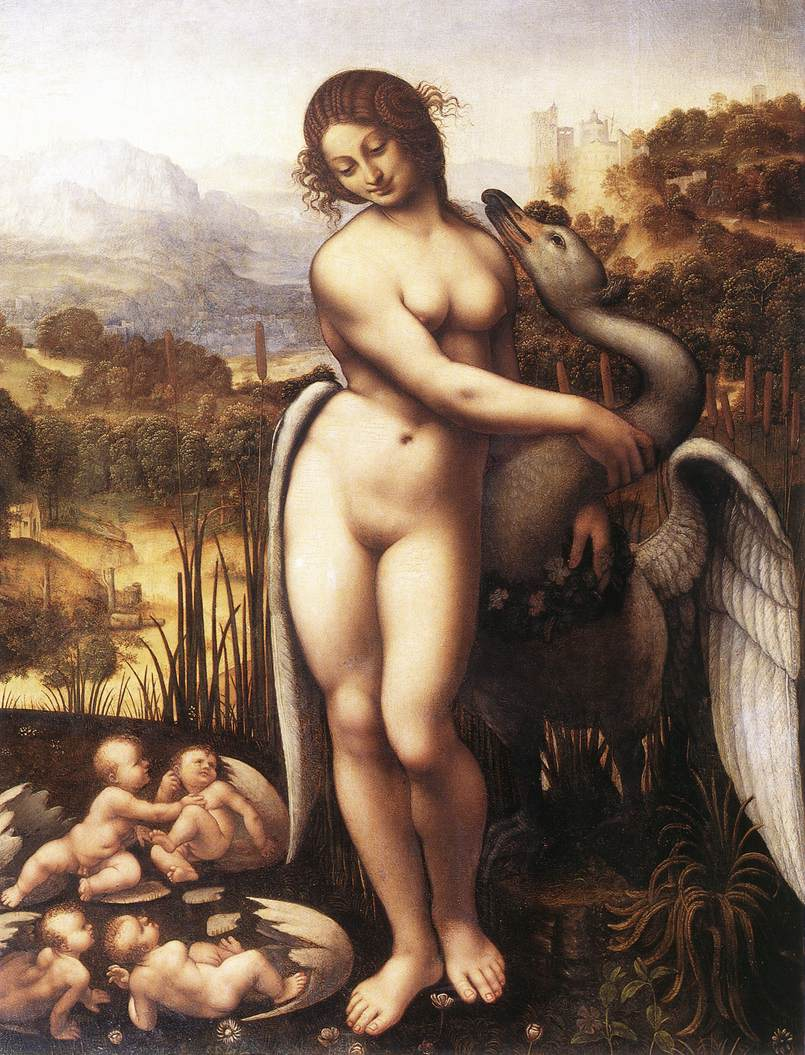
チェザーレ・ダ・セストの『レダと白鳥』。レオナルド・ダ・ヴィンチの現存しない作品の模写。